# Musgrawit
Musgrawit – bardzo rzadki minerał, należący do rodziny taaffeitów. Jego oficjalna nazwa angielska to magnesiotaaffeit-6N'3S. Nazwa pochodzi od miejsca odkrycia w górach Musgrave w Australii.

## Właściwości
Krystalizuje w układzie trygonalnym. Jest minerałem kruchym, przezroczystym do półprzezroczystego. Ma szklisty połysk.

## Występowanie
Występuje w konkrecjach w wysoko przeobrażonych metapiroksenitach, metaperidotytach i granulitach. Rzadko występuje z innymi minerałami. Spotykany z spinelem, magnetytem i flogopitem. Poza Australią został odkryty w Sri Lance, Tanzanii, na Grenlandii, Birmie, Madagaskarze, Antarktydzie.